# Selva dei Muli
Selva dei Muli (o dei Mulini) è una frazione periferica posizionata a nord-ovest della città di Frosinone, a circa 6 km dal centro.
La zona è caratterizzata dalla presenza di un piccolo cono vulcanico spento, residuo di antichi fenomeni vulcanici.
La località è oggi attraversata da alcune strade di recente realizzazione che collegano il centro della città con la zona industriale e l'interporto. Stando ad un progetto in fase di elaborazione, la zona dovrebbe essere utilizzata per la costruzione della nuova stazione ferroviaria di Frosinone, che dovrebbe poi essere collegata, attraverso un sistema intermodale, con l'eventuale aeroporto regionale (in progettazione), l'interporto e con i caselli autostradali di Frosinone e Ferentino.

## Storia e archeologia
I manufatti in calcare e selce che sono stati rinvenuti nei dintorni (e conservati presso il Museo Archeologico di Frosinone) documentano le prime tracce di frequentazione del territorio risalenti al Paleolitico inferiore (circa 250.000 anni fa). Durante l'Eneolitico (III millennio e secoli iniziali del II) nella zona di Selva dei Muli si sviluppò un grande ed organizzato insediamento umano, che si sostentava con allevamento d'animali e caccia.
Alla fine del Quattrocento il villaggio (detto anche Selva Molle) fu unito al Comune di Frosinone con il piccolo castello circondato da mura di cui sono ancora visibili i resti in parte coperti da vegetazione, dal quale si poteva controllare tutto il sistema di rete stradale fino al fiume Sacco.
Nell'ottobre del 1919, durante il cosiddetto Biennio Rosso i terreni intorno a Selva dei Muli, allora di proprietà dei conti Berardi di Ceccano, furono occupati da circa 400 contadini guidati dall'avvocato socialista Domenico Marzi, i quali provvidero a delimitarli, a suddividerli e quindi a coltivarli
Negli anni ’70 è stato individuato un abitato preistorico, nel 1981 è iniziato uno scavo di recupero. È emerso un iniziale strato archeologico dallo spessore i circa 15-20 cm e dall’estensione di 70 metri, da cui sono stati recuperati frammenti ceramici, industria litica, resti di fauna. Successivamente sono state osservate tre strutture abitative a pianta rettangolare riferibili all’Età del Rame, alte tra i 10 e 14 metri ciascuna. 
Vicino al primo insediamento sono stati trovati resti di strutture utilizzate per contenere o deviare i corsi d’acqua. La presenza dei numerosi frammenti di ceramica si ipotizza, infatti, possa essere messa in relazione con degli episodi di inondazioni successivi all’abbandono delle abitazioni. 
La località ha avuto grande importanza strategica per il transito tra Lazio e Campania, ma anche economica per i molini che si trovavano nella confluenza dei corsi del Fosso Cenica e del Sacco.